# NGC 6032
NGC 6032 est une galaxie spirale barrée située dans la constellation d'Hercule. Sa vitesse par rapport au fond diffus cosmologique est de 4 409 ± 7 km/s, ce qui correspond à une distance de Hubble de 65,0 ± 4,6 Mpc (∼212 millions d'al). NGC 6032 a été découverte par l'astronome français Édouard Stephan en 1880.
La classe de luminosité de NGC 6032 est II et elle présente une large raie HI.
À ce jour, neuf mesures non basées sur le décalage vers le rouge (redshift) donnent une distance de 50,689 ± 14,547 Mpc (∼165 millions d'al), ce qui est à l'intérieur des valeurs de la distance de Hubble. Notons cependant que c'est avec la valeur moyenne des mesures indépendantes, lorsqu'elles existent, que la base de données NASA/IPAC calcule le diamètre d'une galaxie et qu'en conséquence le diamètre de NGC 6032 pourrait être d'environ 32,2 kpc (∼105 000 al) si on utilisait la distance de Hubble pour le calculer.

## Groupe de NGC 6052
Selon A. M. Garcia, NGC 6032 fait partie du groupe de NGC 6052. Ce groupe comprend au moins 13 membres. Les autres galaxies du groupe sont NGC 5975, NGC 6008, NGC 6020, NGC 6030, NGC 6052, NGC 6060, NGC 6073, IC 1132, CGCG 137-37, UGC 10127, UGC 10197 et UGC 10211.
NGC 6032 ainsi que le groupe de NGC 6052 font partie du superamas d'Hercule.